# オムスク出血熱
オムスク出血熱 (オムスクしゅっけつねつ、Omsk hemorrhagic fever、OHF) は、フラビウイルス科フラビウイルス属のオムスク出血熱ウイルスによって引き起こされるダニ媒介性のウイルス性出血熱である。病名は、病原体がシベリア西部に位置するロシアのオムスクで最初に分離されたことに由来する。マダニ媒介性の感染症であるが、マスクラットがその伝播に重要な役割を果たす事で知られる。特異的な治療法や予防法は存在しない。日本国内では感染症法で四類感染症に指定されている。

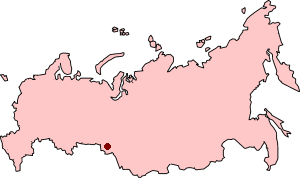
最初に病原ウイルスが分離されたオムスクの位置

## 病原体

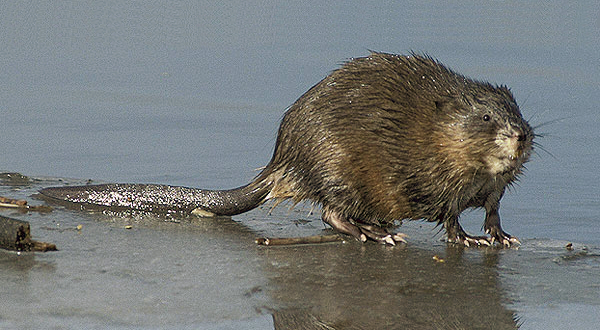
マスクラット

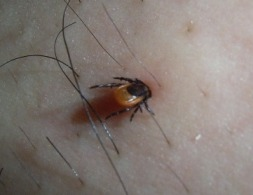
ヒトを吸血中のシュルツェマダニ (I. persulcatus)

病原体であるオムスク出血熱ウイルス (Omsk hemorrhagic fever virus, OHFV) は、フラビウイルス科に属するプラス鎖1本鎖RNAウイルスである。同じくダニ媒介性ウイルスであるロシア春夏脳炎ウイルスの一群に属する。オムスク以外にもノボシビルスク、クルガン、チュメニで発生例がある。一方でダニ媒介性脳炎と異なり、西ヨーロッパや日本には広がらず、分布はシベリアに限られる。
自然界では齧歯類とマダニの間で感染環が維持されている。齧歯類ではミズハタネズミが主な自然宿主であるが、北アメリカ原産でユーラシア大陸では外来生物であるマスクラットにも感染が成立する。マダニでは Dermacentor reticulatus, Dermacentor marginatus, Ixodes persulcatus が主な宿主である。ヒトへの感染は通常、マダニに咬まれることによって起きるが、さらにマスクラットとの接触によっても感染が起きうる。マスクラットはオムスク出血熱ウイルスに感染するとヒトと同様に症状を示して死に至る。この時、感染マスクラットの血液や糞、尿に接することでヒトへの感染が起きる。
1946年から2000年までの間に1344件のオムスク出血熱患者が報告されており、97%が北半球の森林ステップで発生している。ほとんどの患者は4月から12月の間に発生し、最も発生が多いのは秋（9月から10月）で、これはマスクラットの狩猟期の直後にあたる。
後述のように、オムスク出血熱ウイルスは出血熱を引き起こしうるが、他のダニ媒介性フラビウイルスで出血熱を起こすことが知られているのはキャサヌル森林病ウイルスとその変種であるAlkhurmaウイルス、および一部の極東ダニ媒介性脳炎ウイルスの3つのみである。オムスク出血熱ウイルスは系統的にはダニ媒介性脳炎ウイルスと近縁であり、両者の抗原性は交差性を持つが、その臨床的特徴は異なっている。また、オムスク出血熱ウイルスは2000年以上前にダニ媒介性脳炎ウイルスと分岐したと推定される。

## 臨床症状
3 - 9日の潜伏期の後、突然の発熱、頭痛、筋肉痛、咳、徐脈、脱水、低血圧、消化器症状などを生じ、稀に出血熱となる。患者の30 - 50%は二相性の発熱を示し、第二期には第一期と同様の症状の他、髄膜炎、腎機能障害、肺炎などを生じる。肺炎や気管支炎などの呼吸器における炎症は患者の3分の1でみられ、また、子供の場合は41%で髄膜炎を生じる。
予後は一般的に良好である。致死率は0.5 - 3%であるが、稀に難聴や脱毛、神経精神障害などの後遺症を残すことがある。全ての症例で重症化するわけではなく、例えば1988年から1989年にかけて発生した流行では、80%以上が出血熱を伴わない軽症例であった。

## 診断・治療

### 診断
臨床症状や疫学的情報から診断可能であるが、血清学的診断が決定的な診断方法となる。ELISAによる中和抗体の検出が行われるが、他にHI試験、CF反応、中和試験によるペア血清の抗体陽転の検出も行われる。ただし、CF反応と中和試験は感度や特異性の問題から注意が必要となる。RT-PCR法によるウイルス遺伝子の検出やウイルス分離も可能ではあるが、これらの診断法は第二期の患者には用いることができない。

### 治療
特異的な治療法はないため、支持療法を行う。出血熱を伴う場合は血液凝固因子の投与、全血もしくは血漿成分の輸血を行う。

## 予防
有効なワクチンが報告されているが、副作用のため実用に至っていない。抗原性の類似に基づいて、ダニ媒介性脳炎に対するワクチンが用いられたことがあるが、このワクチンのオムスク出血熱に対する有効性を支持する研究成果はない。流行地域では防虫剤を用いる、肌を露出しないような服を着用するなどの予防策が推奨される。

## 歴史
オムスク出血熱は1943-45年にかけてオムスクで発生した流行によってその存在が初めて認識されたが、一方で1941頃から既にロシア人の医師の間で原因不明の出血熱として記録されている。病原体であるオムスク出血熱ウイルスは1947年にまずヒトから分離され、さらにその後マダニ、およびマスクラットからもそれぞれ分離されている。古典的にはヒトへの感染はマダニの咬傷によって生じていたが、1928年にカナダからロシアにマスクラットが運び込まれてからはほとんどの場合マスクラットとの接触によってヒトに感染するようになったと考えられている。1940年代に同定されて以降、様々な方面で研究されてきたが、多くの研究がロシア語で記述されてきたため、英語の情報源は乏しいとされる。